# Шкарапута Микола Олександрович
Микола Олександрович Шкарапута (нар. 3 вересня 1941, Київ) — український художник; член Спілки радянських художників України з 1970 року.

## Біографія
Народився 3 вересня 1941 року в місті Києві (нині Україна). 1966 року закінчив Київський художній інститут, де навчався у Карпа Трохименка, Віктора Зарецького.
Мешкав у Києві в будинку на вулиці Малопідвальній, № 12, квартира № 13 та у будинку на вулиці Пирогова, № 5А.

## Творчість
Працює у галузях монументального і станкового живопису. Серед робіт:
монументальні роботи
- розпис темперою і інкрустація соломкою банкетного залу «Світлиця козака Вуса» у місті Олександрії Кіровоградської області (1970—1971);
- монументальний розпис «Шляхами Всесвіту» (Григорій Сковорода) (1972);
- вітраж «Рух до світла» в посольстві Угорщини в Києві (1978);
- проєкт культурного центру України в Парижі (1980);
- вітражі «Квіти України» на нижній станції Київського фунікулера (1984).

станковий живопис
- «Портрет жінки» (1962)[4];
- «Сільське свято» (1970-ті)[4];
- серія «Дерева України» (1986, акварель, пастель, вугілля)[5]:
  - «Заклик»;
  - «Шевченкова липа. Стогін»;
  - «Шевченкова липа. Крик».